# Filippovskaïa (raïon de Plessetsk)
Filippovskaïa (en russe : Филипповская), est un hameau du raïon de Plessetsk, dans l'oblast d'Arkhangelsk en Russie. Niché sur une rive du lac Potchozero, il ne possède plus d'habitant permanent depuis le début du XXIe siècle, même si des datchas sont habitées de manière saisonnière. Le hameau, tout comme de nombreux hameaux de la région, possède un nom officiel, Filippovskaïa, et un nom officieux, en l'occurrence Pogost, d'après son édifice religieux.

## Géographie
Le hameau de Filippovskaïa se trouve dans le sud-ouest de l'oblast d'Arkhangelsk, région du nord de la Russie européenne. Le hameau, qui fait ainsi partie du district fédéral du Nord-Ouest, se situe à 720 km au nord de Moscou, à 283 km au sud-ouest d'Arkhangelsk, la capitale de l'oblast, et à 118 km à l'ouest Plessetsk, le centre administratif du raïon de Plessetsk dont le hameau fait partie.
Filippovskaïa est situé dans le nord de la Russie d'Europe, zone couverte de collines et de vastes plaines où la taïga russe recouvre les espaces. Niché entre deux petites étendues d'eau à l'ouest et à l'est, ces deux petites étendues forment le Potchozero (ru), un lac qui alimente la rivière Potcha (ru) qui elle se jette dans le Svinoïe juste au sud. Trois petites îles se situent dans la partie du lac à l'ouest du hameau.
La bande de terre où se situe le lac est en plus du lieu de Filippovskaïa le lieu de deux autres hameaux, avec au sud de Filippovskaïa Stroïeva Gorka (ru), et au sud de Stroïeva Gorka le hameau de Dedova Gorka (ru).

Le hameau est traversée par la 11K-700, une route régionale allant de Nijnieïe Ousté (ru) à une dizaine de kilomètres au nord jusqu'à la 11K-698 à quatre kilomètres au sud. Cette 11K-688 va de Potcha (à cinq kilomètres l'ouest du hameau) à Koniovo, où passe la route fédérale A215 allant de la M8 par Plessetsk jusqu'à Kargopol. 
|             |                | Perchinskaïa |
|             | Filippovskaïa  |              |
| Poteriaïeva | Stroïeva Gorka |              |

## Histoire

### De Novgorod à l'Empire russe
Aux Xe – XIIIe siècles, la région était habitée par des tribus finno-ougriennes, ainsi que par des Slovènes, des Viatitches et des Krivitches. Mais dès le XIIe siècle, les terres de la région du Kenozero furent annexées par la puissante république de Novgorod, avant qu'elle-même soit prise par la Grande-principauté de Moscou.
Au XVIe siècle, le volost du Potchozero (ru) fut formé, qui fut intégré à l'ouïezd de Kargopoln, prouvant la présence de populations dans la zone. Au milieu du XVIIe siècle, en 1648, Filippovskaïa est mentionné, avec 5 ménages pour neuf habitants. En 1712, le volost est composé de 13 hameaux, parmi lesquels Filippovskaïa qui en est le centre administratif, avec 21 habitants. Cette année-là, le hameau fusionna avec son pogost pour former une entité territoriale unique sous le nom de Filippovskaïa.
En 1776, le volost tout comme l'ouïezd de Kargopol sont intégrée au nouvellement formé gouvernement d'Olonets. Dix-neuf ans plus tard, le volost est séparé de l'ouïezd pour être intégré à l'ouïezd de Poudoj.
En 1881, le centre administratif du volost a été transféré au hameau de Potcha (ru), car plus peuplé que Filippovskaïa.
Dans les années 1880, grâce aux habitants des hameaux de Filippovskaïa, Staroïe Gorka et Dedova Gorka, le Pogost fut entièrement rénové, avec l'ajout de certains éléments architecturaux à cette période tels que de nouvelles fenêtres et une fresque au plafond de la chapelle.
Pendant longtemps, l'économie était centrée sur l'agriculture, en coupant des bouts de forêt pour en faire des champs. Le seigle, l'avoine l'orge, les pommes de terre et autres étaient cultivés. Mais le sol, très argileux, avec aussi du limon et du sable, ne permettait pas de bonnes récoltes. Il fallait donc d'autres activités, telles que l'élevage, pour subsister. Il y avait aussi la pêche, la plus ancienne, qui était pratiquée par tout le hameau, à la fois pour la consommation personnelle et pour la vente. La chasse était pratiquée, avec des lièvres, écureuils, ours, loups, renards, orignaux et oiseaux.
La pêche était l'industrie la plus ancienne et la plus développée de Pochezero. Au début du XXe siècle. le nombre de fermes engagées dans ce type de pêche variait de 76 à 100 %. La plupart des poissons étaient pêchés pour la consommation personnelle et pour la "petite vente".
Dans la seconde moitié du XIXe siècle et au début du XXe siècle s'est développé de l'artisanat dans le hameau. Parmi les différentes activités d'artisanat se trouvaient la forgerie, la construction ainsi que la transformation des récoltes agricoles. À cette même période fut créé un relais de poste dans le hameau, et l'Otkhodnitchestvo (ru) se mit en place, c'est-à-dire d'aller travailler en ville l'été pour gagner de l'argent avant de revenir pour l'hiver. De plus, chaque année avait lieu trois fois dans le Pogost une foire, avec des contes, danses et des ventes de marchands.
En 1866 fut ouverte une petite école dans le pogost, qui était cependant la plus grande du volost, avec une classe de 25 élèves, qui permettait l'enseignement des enfants du hameau et de ceux des alentours. Une bibliothèque fut ouverte, et c'était le Zemstvo qui entretenait l'école. L'école n'est plus mentionnée à partir de 1916.
Pendant le début du XXe siècle, le hameau était assez peuplé par rapport au reste de la région, même si population déclina ensuite tout au long de ce siècle.

### Sous l'URSS
En septembre 1922, alors que la situation politique a changé, le gouvernement d'Olonets est dissout, tout comme l'ouïezd de Poudoj. Le volost du Potchozero est rattaché à l'ouïezd de Kargopol, qui lui est rattaché au gouvernement de Vologda.
En 1929, le volost, entre-temps renommé selsoviet du Potchozero, a été intégré au Kraï du Nord dans le cadre du raïon de Troïtski, puis de Keno, puis de Priozerni et enfin de Niandoma, avant de repasser dans celui de Priozerni. En 1937, le selsoviet fut dissout, alors que la zone fut intégrée au nouvellement formé oblast d'Arkhangelsk. Le selsoviet fut recréé peu de temps après. En 1963, le raïon de Priozerni a été dissout, le selsoviet a rejoint le raïon de Kargopol, avant que deux ans plus tard il soit rattaché au raïon de Plessetsk, duquel il fait toujours partie.
La vie religieuse dans le hameau ne s'est pas éteinte directement après les révolutions russes. Ce n'est qu'en 1929 qu'une assemblée générale des paysans du hameau décida de transformer l'édifice en école. En 1936, les habitants décidèrent (sous la contrainte des autorités), d'enlever les cloches et de fermer l'église, fermeture effective en 1938.
Dans les années 1930, une nouvelle école fut ouverte, pour 20 élèves, qui disparut après les années 1940.
Au cours des années 1930 fut aussi formée une ferme collective, qui a fusionné avec les autres de la région dans les années 1950.
Dans les 1960 et 1970, la population chuta rapidement, à cause du manque de travail.
Au cours du XXe siècle, le pogost du hameau s'est détérioré, causant la chute du clocher en 1949 par une tempête puis la chute des fresques dans les années 1980. En 1948, il avait pourtant été placé sous protection de l'État, mais cela impliquait seulement sa préservation, pas sa restauration. Mais dès 1962, une expédition du Musée d'État russe nota la rareté des objets survivants, dont un autel de 1776. En 1971, une autre expédition prit des icônes du Pogost pour les transférer au musée Andreï Roublev.

### Période post-soviétique

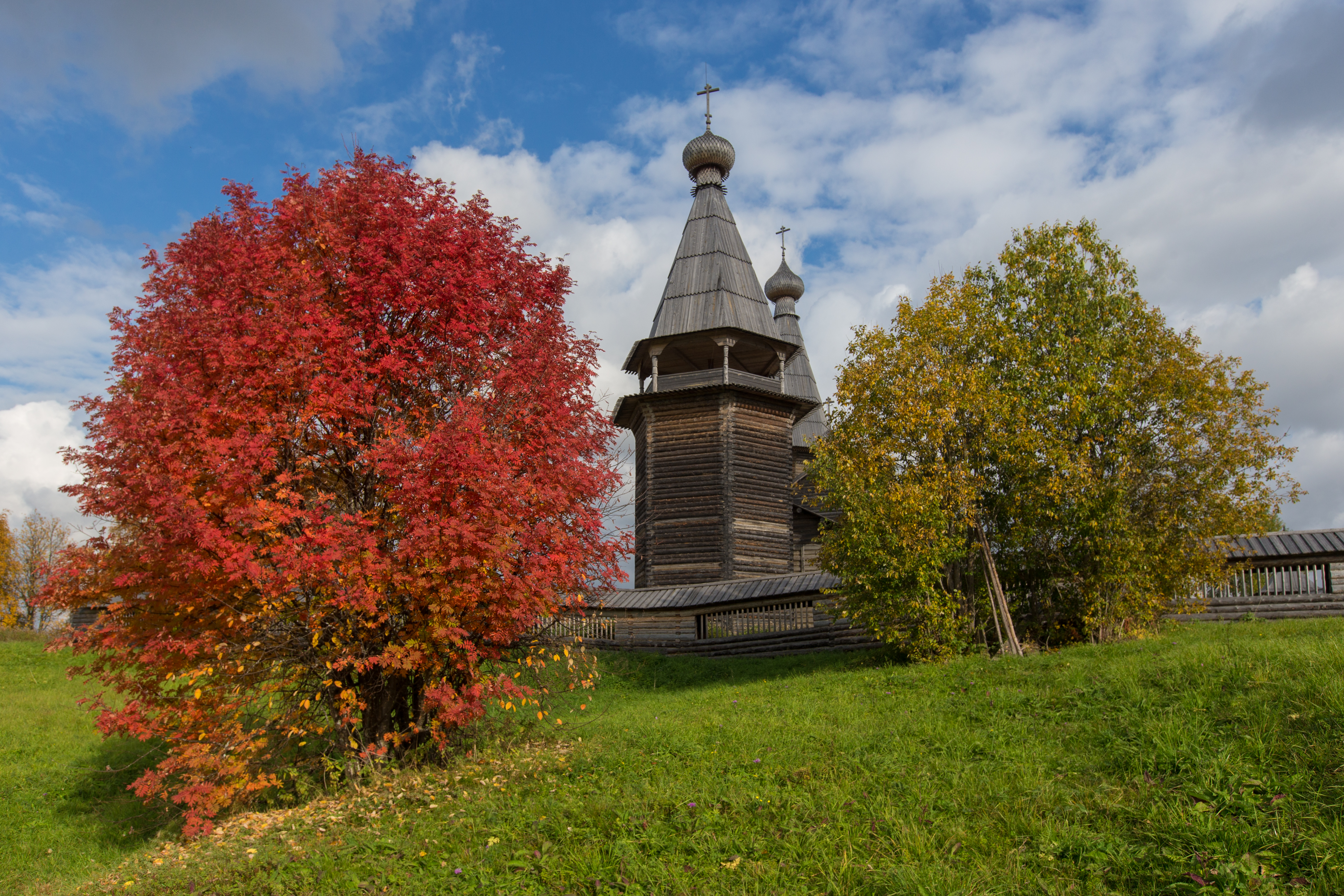
Chapelle Sainte-Croix du pogost.

Depuis 1991, le hameau fait partie du parc national de Kenozero, parc couvrant le lac Kenozero et ses alentours, avec de nombreux petits hameaux possédant des églises et chapelles en bois typiques de la région.
En 1993, des éléments perdus furent achetés par les étudiants du Collège d'art de Saint-Pétersbourg, et en 2004-2005, les fresques du ciel ont été restaurées par le Centre panrusse de recherche et de restauration artistique, puis en 2016-2017 une nouvelle restauration eut lieu pour une autre fresque, qui était aussi en partie perdue, ainsi que pour d'autres éléments qui avaient été perdus.
Même si en 2002, la population légale était de 0 habitants, il en restait encore de fait une, Anna Efimovna Patrakeïeva, né en 1933, qui mourut en 2005, rendant le hameau habité que de manière saisonnière par ceux ayant des datcha.
En 2006, la municipalité rurale du Potchozero fut formée, qui fut fusionnée avec celle du Kenozero en 2016 avant que la nouvelle soit dissoute en 2020.
En 2018, la restauration du Pogost fut terminée.

## Démographie
Recensements (*) et estimations de la population,,,,:
| 1648 | 1712 | 1873 | 1905 |
| ---- | ---- | ---- | ---- |
| 9    | 21   | 62   | 99   |

| 2002 * | 2010* | 2012 | - |
| ------ | ----- | ---- | - |
| 0      | 0     | 0    | - |

## Patrimoine
La localité possède un monument répertorié aux objets patrimoniaux culturels de Russie, avec une importance fédérale. Ce monument est le Pogost du Potchozero, un petit ensemble architectural religieux, qui possède une architecture en bois typique de la région. Construit au XVIIIe et au XIXe siècle,il fut rénové au début du XXIe siècle. Il est classé depuis par un arrêté du ministère de la Culture de la Russie de 2016.
Outre ce monument, les maisons du hameaux s'inscrivent elles aussi dans l'architecture de cette région, toutes en bois.

## Galerie

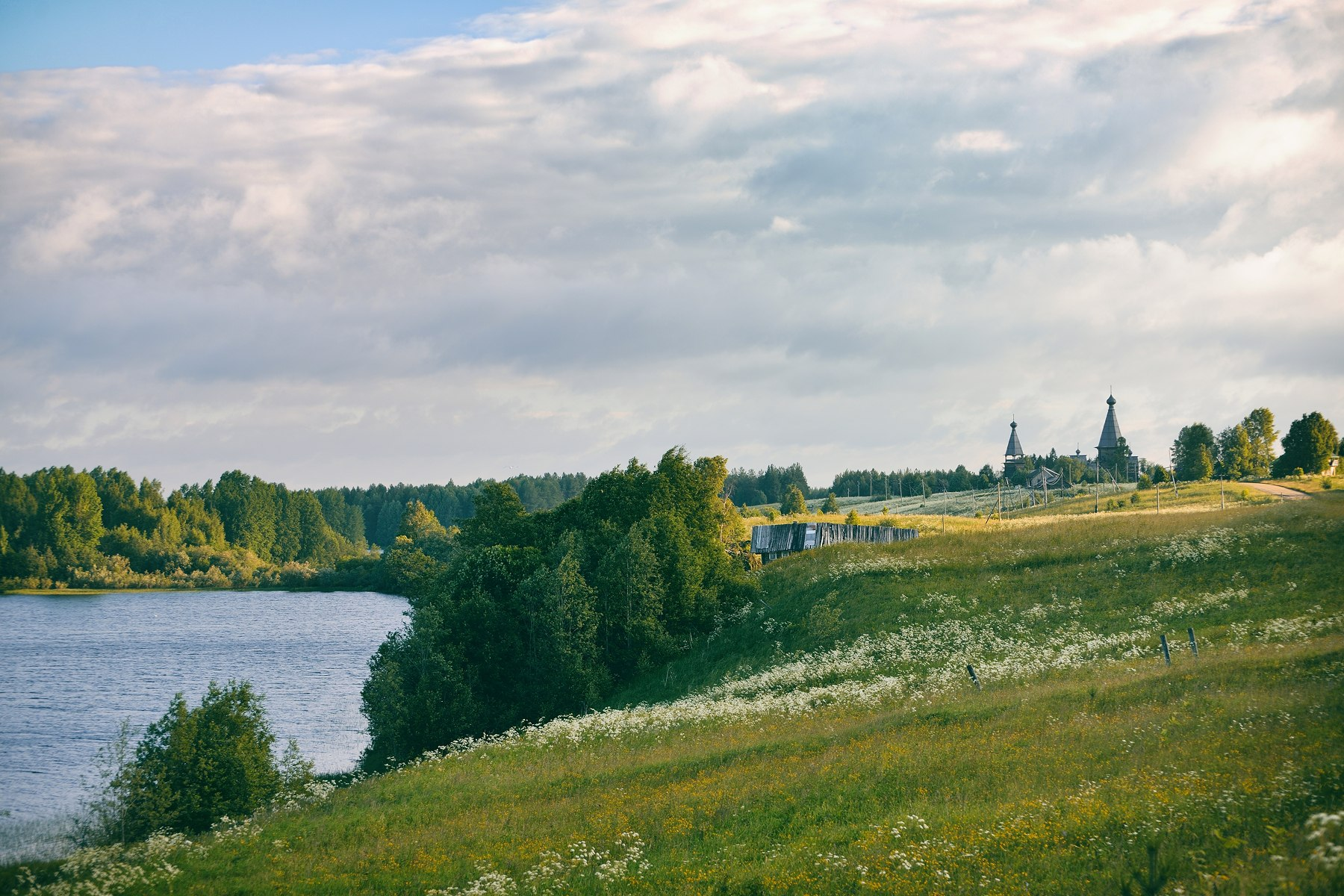
Le pogost au loin.
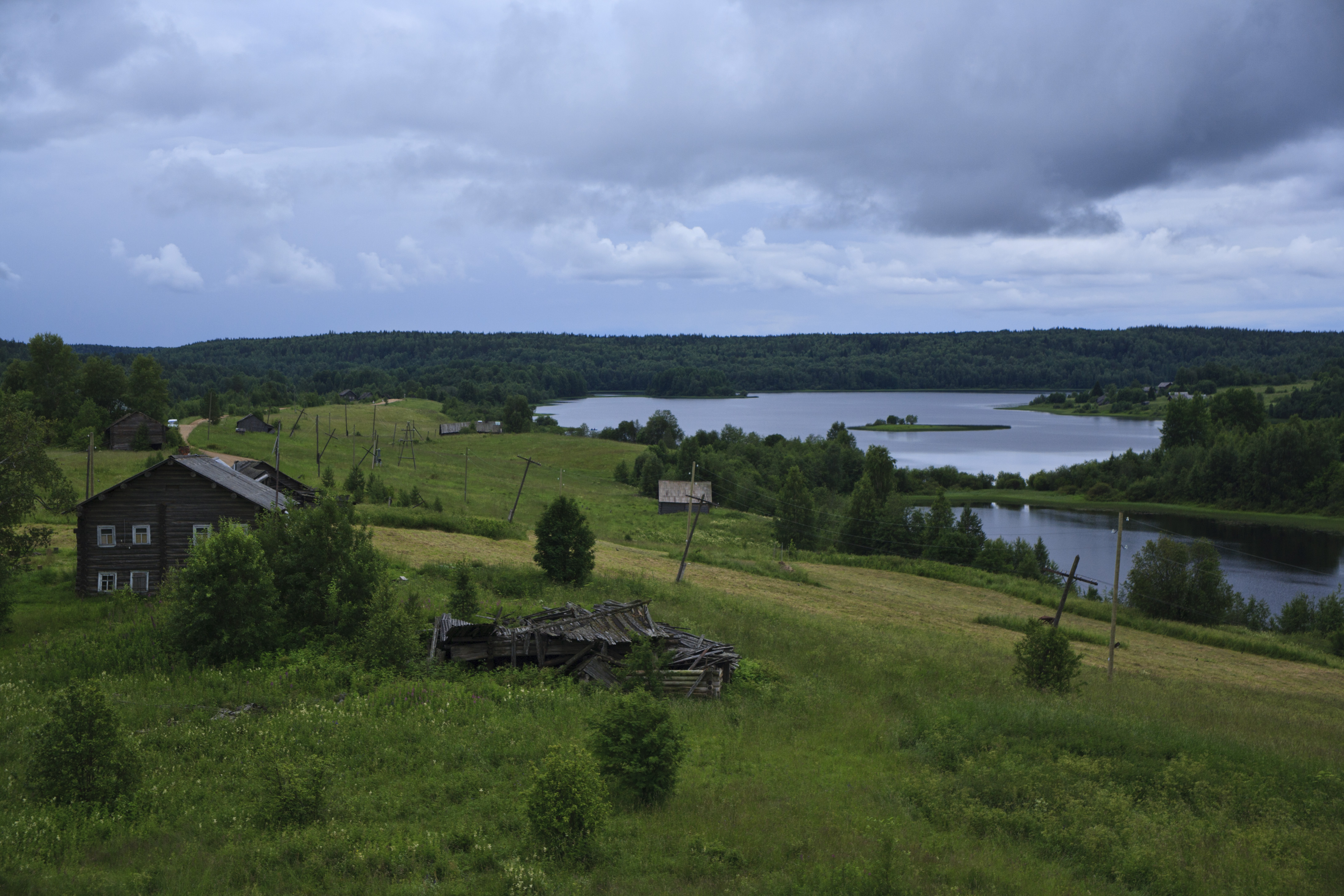
Le lac depuis le hameau.
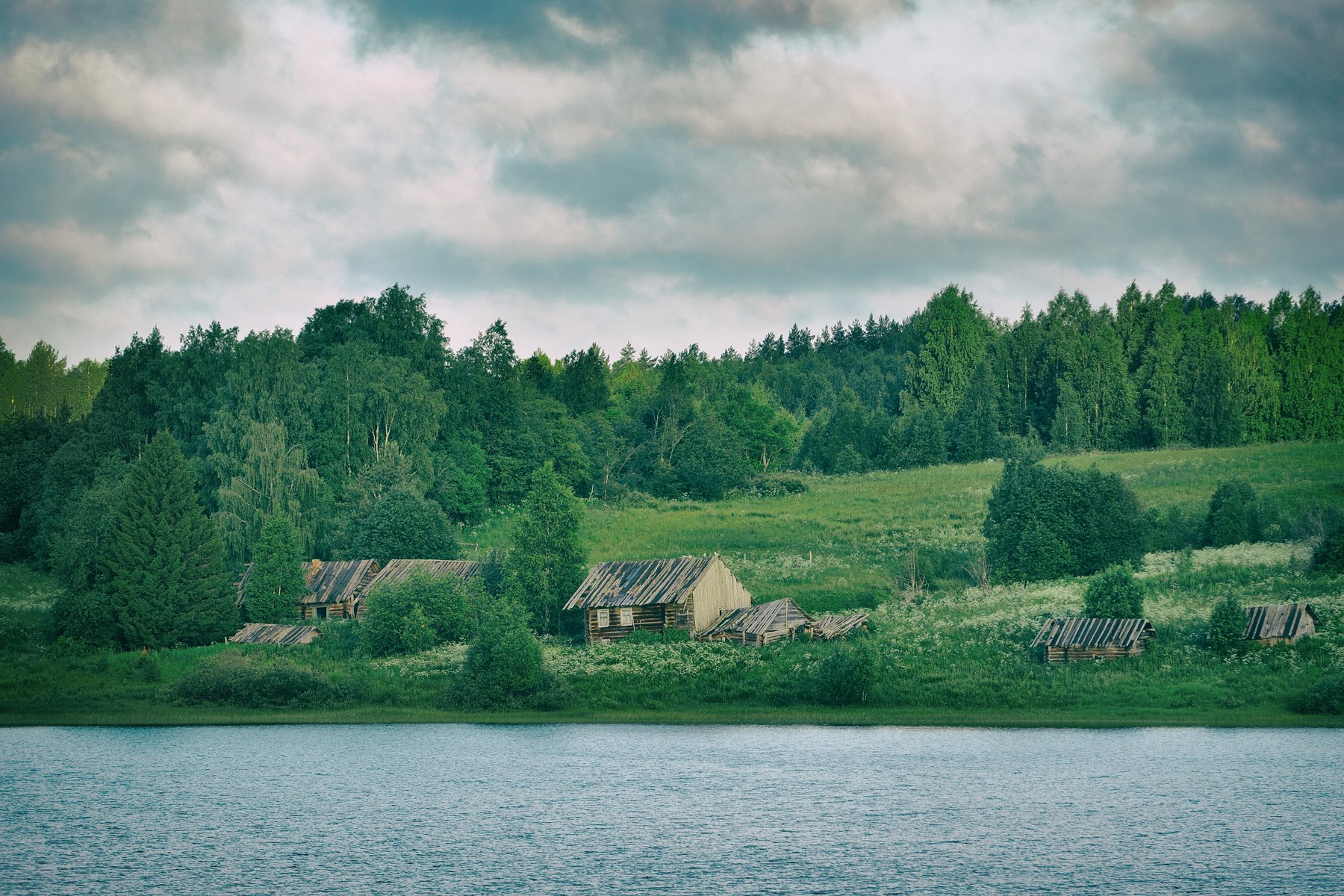
Maisons sur la berge.
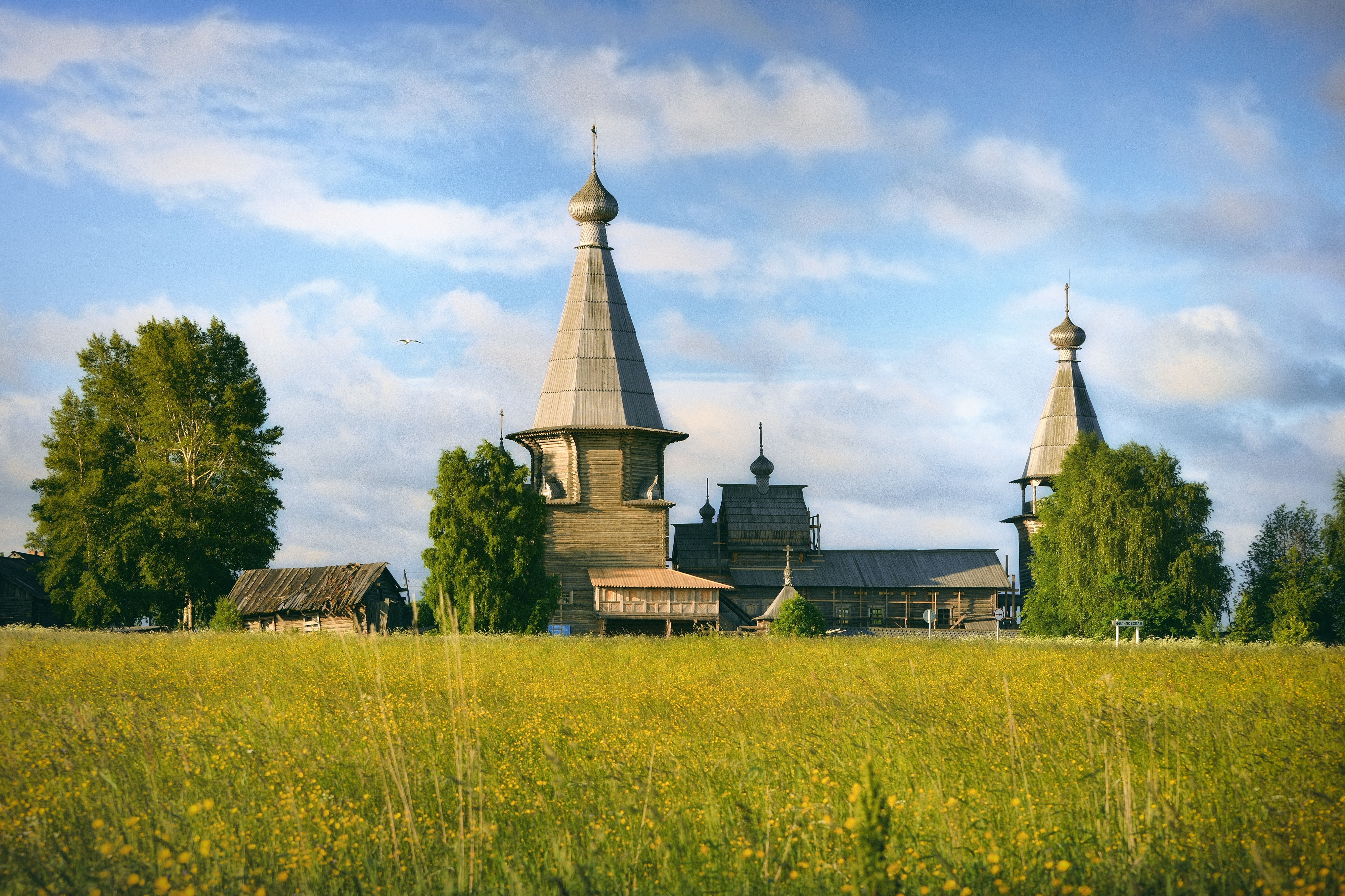
Champ avec le Pogost rénové en plein été.